# İpek Bilgin
İpek Bilgin (Turska) turska je glumica. Najpoznatija je po ulozi Melihe Uçar u turskoj televizijskoj seriji Ezel. 

## Biografija
İpek se na malim ekranima pojavila 2005. u Iki genç kiz. Do tada je nastupala samo u kazalištu. Nakon toga, utjelovila je Mahide u TV seriji Hırsız Polis. 2006. glumila je u filmu Hokkabaz i utjelovila Leylu u filmu Çinliler geliyor. 2007. sudjeluje u televizijskoj seriji Biçak sirti glumeći Ranu. 2009. dobiva ulogu Melihe Uçar u turskoj televizijskoj seriji Ezel, što je ujedno i njena najznačajnija uloga.

## Filmografija
| Godina        | Naslov                  | Uloga          |
| ------------- | ----------------------- | -------------- |
| 2015.         | Maral: En Güzel Hikayem | Canan          |
| 2012.         | 20 Dakika               | Muavin Süreyya |
| 2009. – 2010. | Ezel                    | Meliha Uçar    |
| 2007.         | Bıçak Sırtı             | Rana           |
| 2006.         | Çinliler geliyor        | Leyla          |
| 2006.         | Hokkabaz                | -              |
| 2005.         | Hırsız Polis            | Mahide         |
| 2005.         | Iki genç kiz            | -              |